# Tropidozineus ignobilis
Tropidozineus ignobilis là một loài bọ cánh cứng trong họ Cerambycidae.